# Château de la Croix
Le château de la Croix est un château situé à Scionzier, en France.

## Localisation
Le château est situé dans le département français de la Haute-Savoie, sur la commune de Scionzier.

## Description

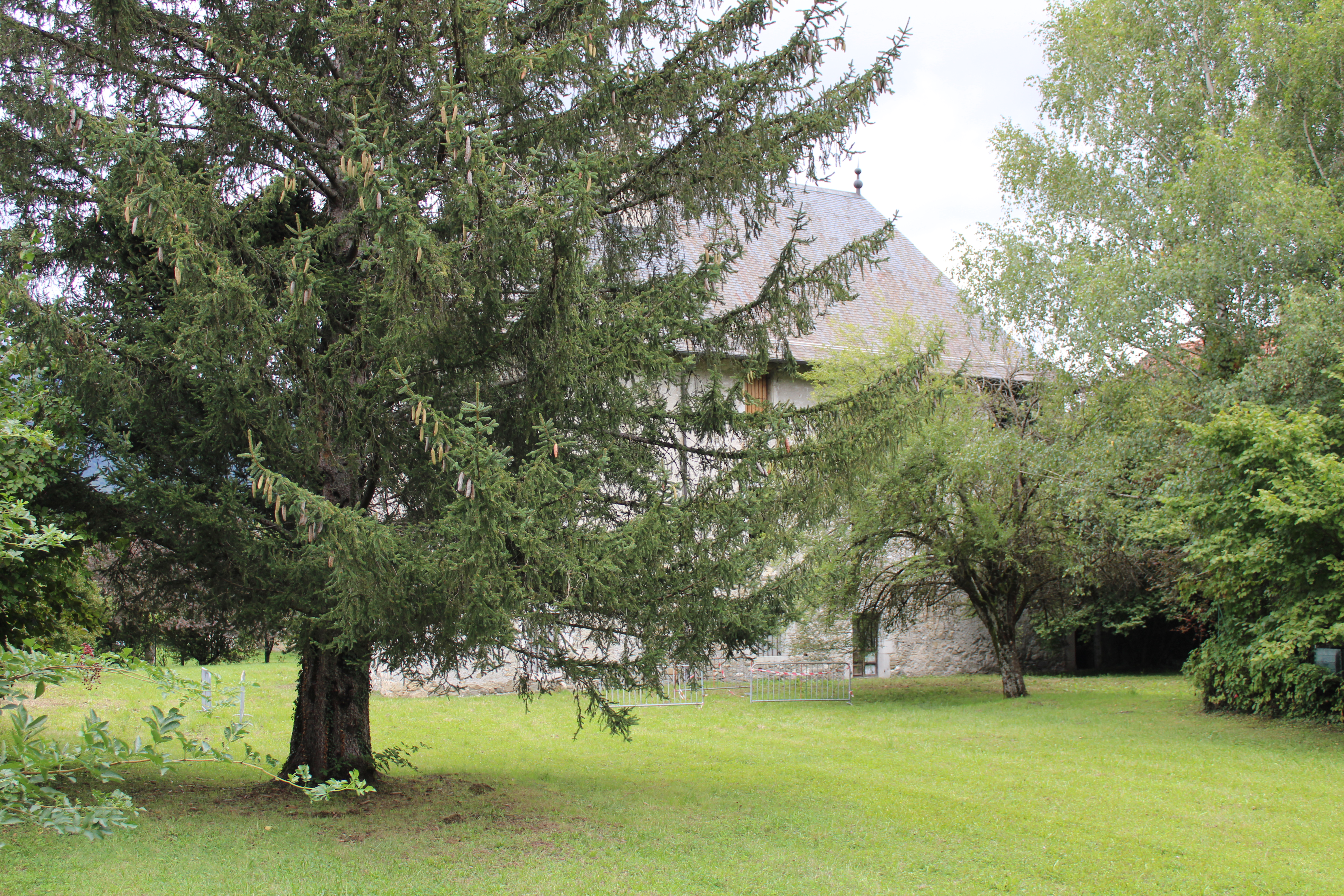
Le parc du château en septembre 2024.

## Historique
L'édifice est inscrit au titre des monuments historiques en 1988 et classé en 1994.